# Universidade de Jamena
A Universidade de Jamena (UNDJ) é a maior instituição de ensino superior de Chade. Fundada em 1971, a universidade é localiza na capital Jamena.

## História
Foi fundada em 27 de dezembro de 1971 com o nome de Universidade do Chade e renomeada como Universidade de Jamena em 17 de janeiro de 1994.
Durante a guerra civil de 1979 a 1983, as atividades de ensino da universidade foram interrompidas.
Em fevereiro de 2020, as autoridades responsáveis pelo ensino superior do país sugeriram que o estabelecimento teria seu nome alterado para "Universidade Zakaria Fadoul Kittir", em homenagem a um famoso escritor, estudioso e político chadiano